# Стерлітамацька ТЕЦ
Стерлітамацька ТЕЦ — теплова електростанція у Башкортостані.
З 1957 по 1969 роки на майданчику станції ввели в дію десять парових турбін:
- три виробництва Уральського турбінного заводу типу ПТ-25-90 потужністю по 25 МВт (станційні номери 1 — 3);
- дві від Ленінградського металічного заводу типу ПТ-60-130/13 потужністю по 60 МВт (номери 4 та 5);
- чотири від Ленінградського металічного заводу типу Р-50-130/13 потужністю по 50 МВт (номери 6 — 8, 10);
- одну Уральського турбінного заводу типу Т-100-130 потужністю 100 МВт.

Надалі турбіни № 1, № 2 та № 3 були доведені до рівня ПТ-30-90, так що в 1983-му загальна потужність станції сягнула 511 МВт.
Роботу турбін забезпечували численні парові котли, зокрема, відомо про два котли типу Е-250/100ГМ продуктивністю по 250 тонн пари на годину (станційні номери 1 та 2) і сім котлів типу Е-420/140ГМ (номери 4 — 10).
Для збільшення теплової потужності ТЕЦ доповнили водогрійним обладнанням, зокрема, в 1964 та 1966 роках стали до ладу водогрійні котли № 2 та № 3 типу ПТВМ-100 продуктивністю по 100 Гкал/год.
Станом на середину 2010-х були виведені з експлуатації турбіни № 2 (відомо, що підготовка до списання припала на 2009 рік), № 1 та № 3 (перша половина 2010-х), № 7, № 8. Таким чином, загальна потужність ТЕЦ зменшилась до 320 МВт. До того ж часу вивели з експлуатації парові котли № 1, № 2, № 7.
ТЕЦ використовує природний газ, який може подаватись в район Стерлітамаку по газопроводах Шкапово — Ішимбай та Картали — Стерлітамак. 
Для видачі продуктів згоряння спорудили чотири димарі висотою 120 та 150 метрів.
Видача продукції відбувається по ЛЕП, що працюють під напругою 110 кВ.